# Māris Urtāns
Māris Urtāns (Riga, Letonia, 9 de febrero de 1981) es un atleta letón, especialista en la prueba de lanzamiento de peso en la que llegó a ser medallista de bronce europeo en 2010.

## Carrera deportiva
En el Campeonato Europeo de Atletismo de 2010 ganó la medalla de bronce en el lanzamiento de peso, llegando hasta los 20.72 metros, siendo superado por el polaco Tomasz Majewski (oro con 21.00 metros) y el alemán Ralf Bartels (plata con 20.93 m).